# 양쪽들여다보기
양쪽 들여다보기는 하나의 수로 상대방 돌의 두 군데 끊어질 곳을 동시에 들여다보는 것이다. 주변의 배석과 응수 여하에 따라 단점이 남거나 동시에 해소되기도 한다.